# الیزابت هاروست
الیزابت هاروست یا الیزابت برداشت (به انگلیسی: Elizabeth Harvest) فیلمی محصول سال ۲۰۱۸ و به کارگردانی سباستین گوتیه‌رس است. در این فیلم بازیگرانی همچون ابی لی کرشا، دیلن بیکر، متیو بیرد، کارلا گوجینو و کیران هایندز ایفای نقش کرده‌اند.